# Paul Byron
Paul Byron (* 27. April 1989 in Ottawa, Ontario) ist ein ehemaliger kanadischer Eishockeyspieler, der im Verlauf seiner aktiven Karriere zwischen 2006 und 2022 unter anderem 559 Spiele für die Buffalo Sabres, Calgary Flames und Canadiens de Montréal in der National Hockey League (NHL) auf der Position des Centers bestritten hat.

## Karriere

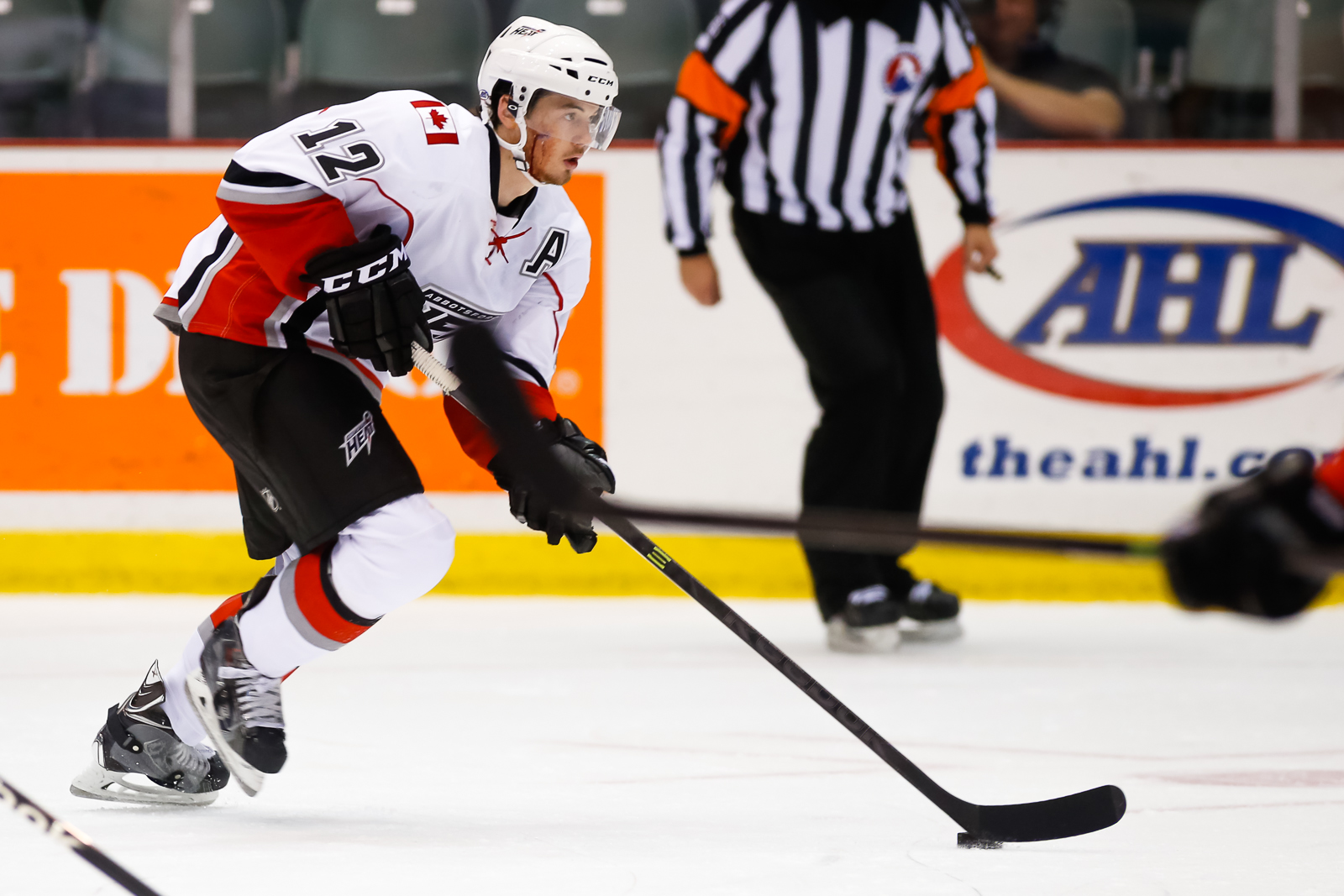
Byron im Trikot der Abbotsford Heat (2013)

Byron begann seine Karriere als Eishockeyspieler bei den Olympiques de Gatineau, für die er von 2006 bis 2009 in der kanadischen Juniorenliga Ligue de hockey junior majeur du Québec aktiv war. Mit seiner Mannschaft gewann er in der Saison 2007/08 die Coupe du Président, den Meistertitel der LHJMQ. Ein Jahr später wurde er in das zweite All-Star Team der Liga gewählt. Während seiner Juniorenzeit wurde der Center im NHL Entry Draft 2007 in der sechsten Runde als insgesamt 179. Spieler von den Buffalo Sabres ausgewählt. Bei deren Farmteam Portland Pirates war er zwei Jahre lang Stammspieler in der American Hockey League. Zudem stand er in der Saison 2010/11 in acht Spielen für die Buffalo Sabres auf dem Eis, wobei er je ein Tor und eine Vorlage erzielte.
Im Juni 2011 wurde Byron von den Buffalo Sabres zu den Calgary Flames transferiert, für deren AHL-Farmteam Abbotsford Heat er hauptsächlich zum Einsatz kommen sollte. Im November 2013 wurde er erstmals in der Saison 2013/14 in den NHL-Kader berufen. In der Folge etablierte sich der Angreifer im Aufgebot der Flames und war spätestens mit Beginn der Spielzeit 2014/15 als Stammspieler aktiv.
Nach insgesamt vier Jahren in der Organisation der Flames wurde Byron im Oktober 2015 von den Canadiens de Montréal vom Waiver verpflichtet. Dort steigerte der Angreifer seine persönliche Statistik in der Folge deutlich, so verzeichnete er in den Spielzeiten 2016/17 und 2017/18 jeweils über 20 Tore. Anschließend unterzeichnete er im September 2018 einen neuen Vierjahresvertrag bei den Canadiens, der ihm mit Beginn der Saison 2019/20 ein durchschnittliches Jahresgehalt von 3,4 Millionen US-Dollar einbringen soll. In den Playoffs 2021 erreichte Byron mit den Canadiens das Finale um den Stanley Cup, unterlag dort allerdings den Tampa Bay Lightning mit 1:4. Im folgenden Sommer musste er sich einem Eingriff an der Hüfte unterziehen, aufgrund dessen er einen Großteil der Saison 2021/22 sowie die gesamte folgende Spielzeit 2022/23 verpasste. In der Folge gab der 34-Jährige im September 2023 das Ende seiner aktiven Sportlerkarriere bekannt.

## Erfolge und Auszeichnungen
- 2008 Coupe-du-Président-Gewinn mit den Olympiques de Gatineau
- 2009 LHJMQ Second All-Star Team

## Karrierestatistik
(Legende zur Spielerstatistik: Sp oder GP = absolvierte Spiele; T oder G = erzielte Tore; V oder A = erzielte Assists; Pkt oder Pts = erzielte Scorerpunkte; SM oder PIM = erhaltene Strafminuten; +/− = Plus/Minus-Bilanz; PP = erzielte Überzahltore; SH = erzielte Unterzahltore; GW = erzielte Siegtore; 1 Play-downs/Relegation; Kursiv: Statistik nicht vollständig)